# Puchar Europy Mistrzów Klubowych (1974/1975)
XX Puchar Europy Mistrzów Klubowych 1974/1975

(ang. European Champion Clubs’ Cup)

## I runda
| Leeds United – FC Zürich 4:1 i 1:2 1 18.09 1974 1:0 Clarke 15, 2:0 Lorimer 25k, 3:0 Clarke 42, 4:0 Jordan 47, 4:1 Katić 88 2 02.10 1974 1:0 Clarke 36, 1:1 Katić 37, 1:2 Tutschmann 43k |
| Celtic F.C. – Olympiakos SFP 1:1 i 0:2 1 18.09 1974 0:1 Viera 16, 1:1 Wilson 80 2 02.10 1974 0:1 Kritikopoulos 2, 0:2 Stavropoulos 24 |
| CS Universitatea Craiova – Åtvidabergs FF 2:1 i 1:3 1 18.09 1974 0:1 Augustsson 6, 1:1 Oblemenco 15, 2:1 Oblemenco 50k 2 03.10 1974 0:1 L.Andersson 19, 0:2 Almqvist 29, 1:2 Stefanescu 40, 1:3 Almqvist 87k (mecz 02.10 z powodu ulewy przerwano w 6 minucie – następnego dnia powtórzono) |
| Valletta FC – Helsingin Jalkapalloklubi 1:0 i 1:4 1 18.09 1974 1:0 Magro 6 2 02.10 1974 0:1 Rahja 8, 0:2 Peltonen 17, 0:3 Hammalainen 37, 0:4 Forssell 81, 1:4 Giglio 89 |
| Lewski Spartak Sofia – Újpest 0:3 i 1:4 1 18.09 1974 0:1 Horváth 28, 0:2 Bene 58, 0:3 A.Dunai II 76 2 02.10 1974 0:1 Bene 13, 1:1 Wojnow 19, 1:2 A.Dunai II 58, 1:3 A.Dunai II 65, 1:4 Bene 70                                                                                              |
| Jeunesse Esch – Fenerbahçe SK 2:3 i 0:2 1 18.09 1974 0:1 Osman 22, 0:2 Cemil 48, 1:2 Mond 56, 1:3 Ender 72, 2:3 Giuliani 76 2 02.10 1974 0:1 Cemil 31, 0:2 Yilmaz 69 |
| Viking FK – Ararat Erywań 0:2 i 2:4 1 18.09 1974 0:1 Markarow 51, 0:2 Markarow 81 2 02.10 1974 0:1 Markarow 29, 1:1 O.Nilsen 41, 2:2 Berland 42, 2:3 Markarow 59, 2:4 Bondarenko 83 |
| Hvidovre IF – Ruch Chorzów 0:0 i 1:2 1 18.09 1974 2 02.10 1974 0:1 Bula 34, 1:1 B.Pedersen 55, 1:2 Bula 63 |
| Slovan Bratysława – RSC Anderlecht 4:2 i 1:3 1 18.09 1974 1:0 Novotný 1, 2:0 Masný 29, 2:1 3:0 Masný 44, 3:1 Coeck 48, 4:1 Švehlik 63, 4:2 van Himst 70 2 02.10 1974 0:1 van Himst 10, 0:2 Coeck 12, 1:2 Masný 54, 1:3 Thijssen 89                                                          |
| Feyenoord – Coleraine 7:0 i 4:1 1 18.09 1974 1:0 Schoenmaker 23, 2:0 Kreuz 27, 3:0 van Hanegem 35, 4:0 van Hanegem 54, 5:0 Ressel 60, 6:0 Kreuz 82, 7:0 Kreuz 86 2 02.10 1974 1:0 Schoenmaker 27, 2:0 Schoenmaker 44, 3:0 Kreuz 56, 3:1 Simpson 65, 4:1 Schoenmaker 66k                     |
| AS Saint-Étienne – Sporting CP 2:0 i 1:1 1 18.09 1974 1:0 H.Revelli 15, 2:0 Bereta 58 2 02.10 1974 1:0 H.Revelli 22, 1:1 Yazalde 38 |
| VÖEST Linz – FC Barcelona 0:0 i 0:5 1 18.09 1974 2 02.10 1974 0:1 0:1 Asensi 21, 0:2 Clares 28, 0:3 Clares 30, 0:4 Juan Carlos 49, 0:5 Rexach 76k |
| Hajduk Split – ÍBK Keflavík 7:1 i 2:0 1 19.09 1974 Żungul (2), Šurjak, Jerković, Buljan, Buljat – S.Johannsson 1 24.09 1974 1:0 Dżoni 4, 2:0 Mijać 52 (mecz w Splicie) |
| Cork Celtic – Omonia Nikozja vo Omonia wycofała się z rozgrywek |
| Wolny los: Bayern Monachium, 1. FC Magdeburg |

## II runda
| Újpest – Leeds United 1:2 i 0:3 1 23.10 1974 0:1 Lorimer 7, 1:1 Fazekas 19k, 1:2 McQueen 22 2 06.11 1974 0:1 McQueen 28, 0:2 Bremner 46, 0:3 Yorath 65 |
| Bayern Monachium – 1. FC Magdeburg 3:2 i 2:1 1 23.10 1974 0:1 Hansen 1s, 0:2 Sparwasser 44, 1:2 G.Müller 51k, 2:2 G.Müller 63, 3:2 Wunder 69 2 06.11 1974 1:0 G.Müller 22, 2:0 G.Müller 55, 2:1 Sparwasser 56                                                         |
| Hajduk Split – AS Saint-Étienne 4:1 i 1:5 (dog) 1 23.10 1974 1:0 Jerković 29, 1:1 H.Revelli 35, 2:1 Żungul 57, 3:1 Jerković 65, 4:1 Mijač 81 2 06.11 1974 0:1 Larque 36, 1:1 Jovanović 60, 1:2 Bathenay 61, 1:3 Bereta 71k, 1:4 Triantafilos 82, 1:5 Triantafilos 104 |
| Feyenoord – FC Barcelona 0:0 i 0:3 1 22.10 1974 2 05.11 1974 0:1 0:1 Rexach 34, 0:2 Rexach 38, 0:3 Rexach 73 |
| Cork Celtic – Ararat Erywań 1:2 i 0:5 1 23.10 1974 0:1 Zanazanjan 25, 0:2 Kazarjan 65, 1:2 Tambling 90 2 06.11 1974 0:1 Pogosjan 29, 0:2 Zanazanjan 54, 0:3 Isztojan 62, 0:4 Pogosjan 67, 0:5 Andreasjan 74                                                           |
| Ruch Chorzów – Fenerbahçe SK 2:1 i 2:0 1 23.10 1974 0:1 Niazi 38, 1:1 Kopicera 46, 2:1 Benigier 61 2 06.11 1974 1:0 Kopicera 16, 2:0 Benigier 42 |
| Helsingin Jalkapalloklubi – Åtvidabergs FF 0:3 i 0:1 1 23.10 1974 0:1 Almqvist 16, 0:2 Hasselberg 64, 0:3 Almqvist 74 2 06.11 1974 0:1 Almqvist 90 |
| RSC Anderlecht – Olympiakos SFP 5:1 i 0:3 1 23.10 1974 1:0 Rensenbrink 23, 2:0 van der Elst 25, 2:1 Persidis 27k, 3:1 Rensenbrink 33k, 4:1 Rensenbrink 59k, 5:1 Ladinský 70 2 06.11 1974 0:1 Galakos 18, 0:2 Galakos 23, 0:3 Galakos 82 (mecz w Patras)               |

## 1/4 finału
| Bayern Monachium – Ararat Erywań 2:0 i 0:1 1 05.03 1975 1:0 U.Hoeness 78, 2:0 Torstensson 85 2 19.03 1975 0:1 Andreasjan 35                                                             |
| Leeds United – RSC Anderlecht 3:0 i 1:0 1 05.03 1975 1:0 Jordan 10, 2:0 McQueen 42, 3:0 Lorimer 89 2 19.03 1975 1:0 Bremner 74                                                          |
| Ruch Chorzów – AS Saint-Étienne 3:2 i 0:2 1 05.03 1975 1:0 Maszczyk 10, 2:0 Benigier 37, 3:0 Bula 46k, 3:1 Larque 64, 3:2 Triantafilos 85 2 19.03 1975 0:1 Janvion 2, 0:2 H.Revelli 81k |
| FC Barcelona – Åtvidabergs FF 2:0 i 3:0 1 04.03 1975 1:0 M.Marinho 24, 2:0 Clares 81 2 11.03 1975 1:0 Gallego 30, 2:0 Asensi 59, 3:0 M.Marinho 68 (mecz w Barcelonie)                   |

## 1/2 finału
| AS Saint-Étienne – Bayern Monachium 0:0 i 0:2 1 09.04 1975 2 23.04 1975 0:1 Beckenbauer 2, 0:2 Dürnberger 69                              |
| Leeds United – FC Barcelona 2:1 i 1:1 1 09.04 1975 1:0 Bremner 10, 1:1 Asensi 64, 2:1 Clarke 77 2 23.04 1975 1:0 Lorimer 7, 1:1 Clares 69 |

## Finał
| 28 maja 1975 Paryż Parc des Princes (50 000) Bayern Monachium – Leeds United 2:0 (0:0) Sędzia: Michel Kitabdjian (Francja) Bramki: 1:0 Roth 71, 2:0 G.Müller 81 Żółte kartki: Schwarzenbeck / Reaney, Hunter Fußball-Club Bayern München (trener Dettmar Cramer): Sepp Maier – Franz Beckenbauer (kapitan), Hans-Georg Schwarzenbeck, Bernd Dürnberger, Björn Andersson (4 Sepp Weiss), Rainer Zobel, Franz Roth, Jupp Kapellmann, Ulrich Hoeness (42 Klaus Wunder), Gerd Müller, Conny Torstensson Leeds United Association Football Club (trener James „Jimmy” Armfield): David Stewart – Paul Reaney, Frank Gray, Paul Madeley, Norman Hunter, Billy Bremner (kapitan), Johnny Giles, Terry Yorath (80 Eddie Gray), Peter Lorimer, Allan Clarke, Joe Jordan |